# Храмцов Сергій Васильович
Сергій Васильович Храмцов (14 жовтня 1921, с. Буравці, Вятська губернія — 16 вересня 1986, Кіров) — командир роти 14-ї гвардійської танкової бригади, гвардії старший лейтенант. Герой Радянського Союзу.

## Біографія
Народився 14 жовтня 1921 року в селі Буравці Орловського повіту Вятської губернії в селянській родині. Закінчив 7 класів, а згодом — Халтуринський сільськогосподарський технікум. Працював механіком, агрономом на Верхошижемській машинно-тракторній станції (МТС).
У вересні 1939 року був призваний до Червоної армії. Служив у бронетанкових військах. У 1941 році, напередодні Великої Вітчизняної війни, закінчив Ульяновське танкове училище.
На фронті з лютого 1943 року. Брав участь у боях на Південно-Західному, Брянському та 1-му Українському фронтах. Бився на Орловсько-Курській дузі, брав участь у визволенні України та Польщі.
Бойовий шлях розпочав командиром взводу танків Т-34 127-го танкового полку 49-ї механізованої бригади. Навесні 1944 року в результаті дій взводу Храмцова в бою за село Маначин були захоплені великі трофеї — понад 500 машин з військовими вантажами дивізії СС «Адольф Гітлер». За цей бій був представлений до ордена Леніна, нагороджений орденом Червоного Прапора. Це вже була друга бойова нагорода офіцера-танкіста.
У січні 1945 року гвардії старший лейтенант Храмцов командував 2-ю танковою ротою 1-го батальйону 14-ї гвардійської танкової бригади 4-го гвардійського танкового корпусу. Особливо відзначився в боях під час Вісло-Одерської наступальної операції.
26 січня 1945 року гвардії старший лейтенант Храмцов разом зі своєю ротою брав участь у прориві ворожої оборони на південний схід від міста Катовиці і, рухаючись в авангарді бригади, першим досяг південно-східної околиці міста. Стрімкою атакою, ведучи вогонь з гармат і кулеметів, танкісти увірвалися на околицю. Ворожі батареї встигли зробити лише один постріл і були розчавлені гусеницями танків. У цьому бою танкісти Храмцова знищили 14 гармат різного калібру, 24 кулеметні точки, 8 мінометів, близько 30 автомашин; також було захоплено ешелон і склади з військовим майном.
Указом Президії Верховної Ради СРСР від 10 квітня 1945 року за зразкове виконання завдань командування на фронті боротьби з німецькими загарбниками та виявлені при цьому відвагу і героїзм гвардії старшому лейтенанту Храмцову Сергію Васильовичу надано звання Героя Радянського Союзу з врученням ордена Леніна і медалі «Золота Зірка».
Війну закінчив у столиці Чехословаччини — місті Празі. За роки війни був двічі тяжко поранений, але завжди повертався в стрій. Учасник Параду Перемоги — провів через Красну площу роту прапороносних танків. У 1946 році підполковник С. В. Храмцов був звільнений у запас.
Жив у місті Кірові, працював заступником начальника відділу на комбінаті «Кірлес», заступником начальника спеціалізованого управління тресту «Промбурвод». У 1978 році С. В. Храмцову надано звання почесного громадянина міста Кірова.
Помер 16 вересня 1986 року.

## Нагороди
- Герой Радянського Союзу (10 квітня 1945);
- Орден Леніна (10 квітня 1945);
- Орден Червоного Прапора;
- два Ордена Вітчизняної війни 1-го ступеня;
- Орден Вітчизняної війни 2 ступеня;
- Орден Червоної Зірки;
- медалі.

## Оцінки та думки
За спогадами М. М. Борисова, який воював під керівництвом С. В. Храмцова, «у житті це була товариська й дотепна людина. Мені запам'яталося, як під час занять на переформуванні він вступав у суперечки, відстоюючи свою позицію та погляди на ведення бою в різних ситуаціях. У бою ж він завжди перебував у бойових порядках, сміливо й рішуче приймав рішення. Добре знав підлеглих, цінував їх і за можливістю оберігав».